# Adolf Sengel
Adolf Sengel (* 10. Juni 1869 in Forbach; † 11. September 1944 in Darmstadt) war ein deutscher Elektroingenieur. Er war Professor für Elektrotechnik an der Technischen Hochschule Darmstadt.

## Leben
Sengel wurde 1869 als Sohn des Sanitätsrats Karl Sengel und seiner Ehefrau Emilie geb. Wagner im lothringischen Forbach geboren. Nach dem Schulabschluss studierte er ab 1886 bei Erasmus Kittler Elektrotechnik an der TH Darmstadt und schloss sein Studium im März 1891 erfolgreich ab. Während seines Studiums wurde er 1888/89 Mitglied der Landsmannschaft Cheruskia Darmstadt. Nach seinem Studium ging er als Entwickler zur AEG und war bei der Werkstätte für Maschinenbau (vormals Ducommun) in Mülhausen im Elsass beschäftigt.
Ab 1. April 1896 wurde er Konstrukteur am Elektrotechnischen Institut der TH Darmstadt und hatte ab April 1897 einen Lehrauftrag für elektrotechnische Konstruktionen. Im Mai 1898 erhielt er eine außerordentliche Professur mit dem Lehrauftrag für elektrotechnische Konstruktionen. Sengel war damit neben Erasmus Kittler und Karl Wirtz der dritte Professor für Elektrotechnik an der TH Darmstadt. Das Aufgabengebiet Sengels wurde später um das Fach Projektieren elektrischer Licht- und Kraftanlagen erweitert. Daneben war er für die Leitung der elektrischen Komponenten des Hochschulkraftwerkes zuständig. Das 1904 von Georg Wickop an der Magdalenenstraße neu erbaute Kraftwerk versorgte die gesamte Hochschule mit Wärme und Strom. 
Ab 1909 vertrat Sengel auch das Gebiet elektrische Bahnen, das ab 1911 zum Prüfungsfach wurde. 1920 wurde Sengel Referent für Elektrowesen im Hessischen Ministerium der Finanzen. Im April 1922 wurde er zum Oberbaurat ernannt und war kommissarisches Mitglied der Ministerialabteilung Bauwesen und Vortragender Rat im Ministerium der Finanzen. Adolf Sengel war von 1925 bis 1928 Dekan der Abteilung Elektrotechnik.
Seit 1903 war Sengel mit Elisabeth Best verheiratet. Aus der Ehe ging eine Tochter Lieselotte hervor. Die Familie wohnte im Paulusviertel (Darmstadt).
Sengel wurde nach der Machtergreifung der Nationalsozialisten im Jahr 1933 aus dem Amt gedrängt. Der 64-Jährige war aufgefordert worden, als „nationale Tat“ für einen jüngeren Nachfolger Platz zu machen. Er bat daraufhin im Oktober 1933 um die Versetzung in den Ruhestand, die zum 1. April 1934 auch erfolgte. Adolf Sengel starb in der Nacht vom 11. auf den 12. September 1944 bei dem schwersten Luftangriff auf Darmstadt im Zweiten Weltkrieg.

## Ehrungen
- 1911: Verleihung des Ritterkreuzes I. Klasse des Verdienstordens Philipps des Großmütigen